# Millhousen
Millhousen – miasto w Stanach Zjednoczonych, w stanie Indiana, w hrabstwie Decatur.